# Holy Cross Cemetery (Culver City)

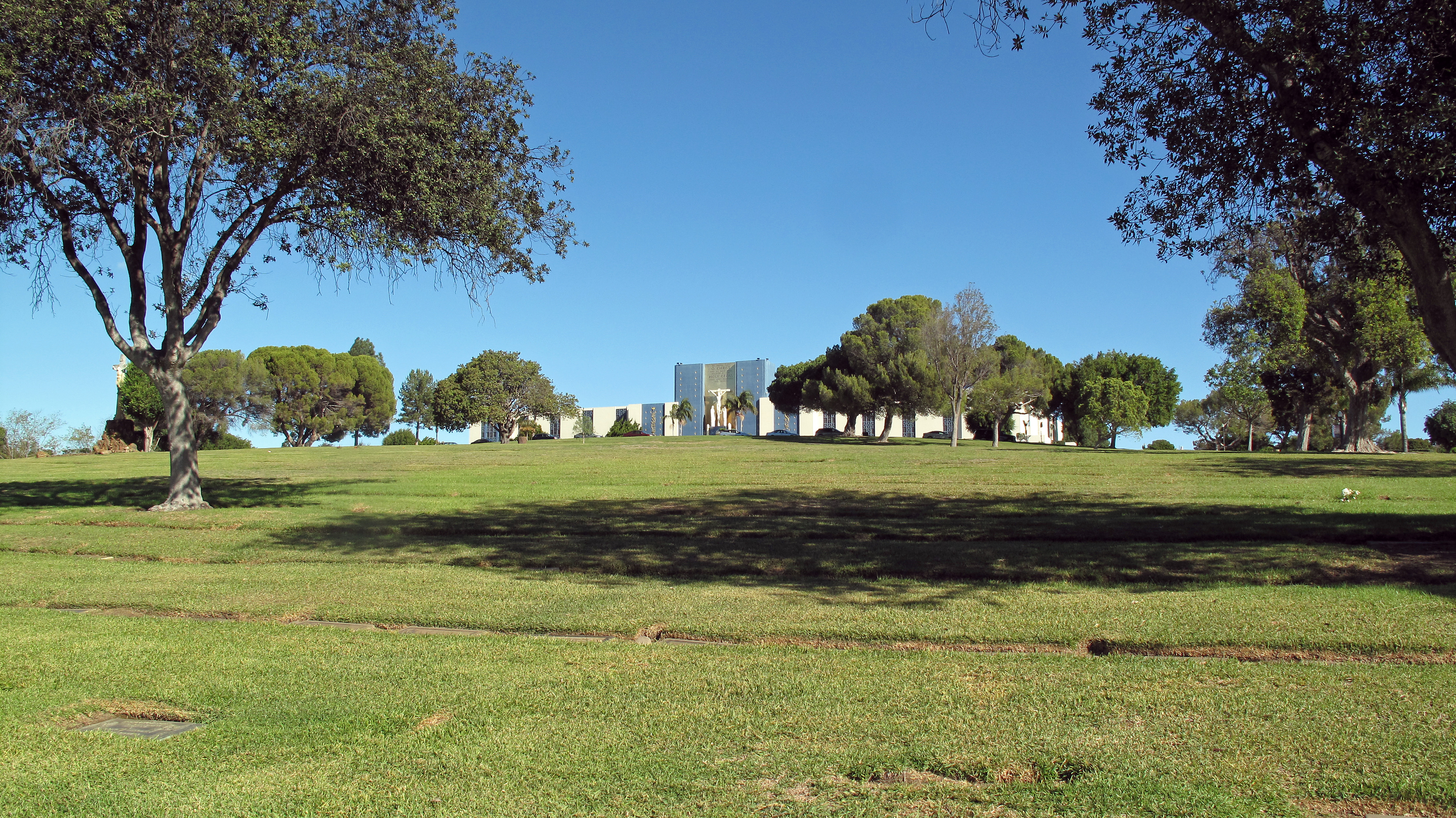
Holy Cross Cemetery (2022)

Der Holy Cross Cemetery ist ein römisch-katholischer Friedhof in Culver City, Kalifornien, der durch das Erzbistum Los Angeles betrieben wird. Er liegt an der 5835 W. Slauson Avenue in Culver City und beinhaltet die Gräber und Grüfte einiger von Hollywoods größten Stars und deren Angehörigen. Der Friedhof wurde 1939 eröffnet und ist 81 Hektar groß.
Viele Ruhestätten der Stars liegen im als „The Grotto“ bekannten südwestlichen Teil des Friedhofs.

## Liste bekannter beigesetzter Persönlichkeiten

### A
- Gypsy Abbott (1887–1952), Schauspielerin
- Jean Acker (1893–1978), Schauspielerin
- Frank Albertson (1909–1964), Schauspieler
- Sara Allgood (1879–1950), Schauspielerin
- Ramsay Ames (1919–1998), Schauspielerin
- Tod Andrews (1914–1972), Schauspieler
- Richard Arlen (1900–1976), Schauspieler
- Henry Armetta (1888–1945), Schauspieler
- Mary Astor (1906–1987), Schauspielerin

### B
- Joan Banks (1918–1998), Schauspielerin
- Sam Barry (1892–1950), Hall of Fame Basketballtrainer
- John Beradino (1917–1996), Schauspieler
- Johnny Bero (1922–1985), Baseballspieler
- Russell Birdwell (1903–1977), Filmpublizist
- Sally Blane (1910–1997), Schauspielerin
- Alfred S. Bloomingdale (1916–1982), Kaufhauserbe
- Joseph Bodner (1925–1982), Maler
- Ray Bolger (1904–1987), Schauspieler
- Fortunio Bonanova (1895–1969), Schauspieler
- Charles Boyer (1899–1978), Schauspieler
- Scott Brady (1924–1985), Schauspieler
- Keefe Brasselle (1923–1981), Schauspieler
- Joseph Breen (1888–1965), Filmzensor
- Frederick Brisson (1912–1984), Produzent
- Argentina Brunetti (1907–2005), Schauspielerin
- Daws Butler (1916–1988), Synchronsprecher

### C
- John Candy (1950–1994), Komödiant
- Macdonald Carey (1913–1994), Schauspieler
- Walter Catlett (1889–1960), Schauspieler
- Hobart Cavanaugh (1886–1950), Schauspieler
- Marguerite Chapman (1918–1999), Schauspielerin
- Ruth Clifford (1900–1998), Schauspielerin
- Bill Cody (1891–1948), Schauspieler
- Pinto Colvig (1892–1967), Schauspieler
- Joe Connelly (1917–2003), Drehbuchautor von Fernsehserien
- Jackie Coogan (1914–1984), Schauspieler
- Charles Correll (1890–1972), Komödiant
- Jeanne Coyne (1923–1973), Tänzerin
- Darby Crash (1958–1980), Musiker
- Bing Crosby (1903–1977), Sänger, Schauspieler
- Dennis Crosby (1934–1991), Schauspieler und Entertainer
- Lindsay Crosby (1938–1989), Schauspieler
- Phillip Crosby (1934–2004), Schauspieler und Entertainer

### D
- Mona Darkfeather (1883–1987), Schauspielerin
- Joan Davis (1912–1961), Schauspielerin
- Virginia Davis (1918–2009), Kinderschauspielerin
- Bobby Day (1928–1990), Sänger
- Dennis Day (1916–1988), Sänger
- Pedro de Cordoba (1881–1950), Schauspieler
- Frederick de Cordova (1910–2001), Regisseur und Produzent
- Eadie Del Rubio (1921–1996), Sängerin
- Elena Del Rubio (1921–2001), Sängerin
- Jean Del Val (1891–1975), Schauspieler
- Ralph DePalma (1884–1956), Rennfahrer
- Johnny Desmond (1919–1985), Sänger
- Constance Dowling (1920–1969), Schauspielerin
- William Dozier (1908–1991), Produzent
- Tom Drake (1918–1982), Schauspieler
- Al Dubin (1891–1945), Lyriker
- Jimmy Durante (1893–1980), Komödiant und Entertainer
- Mervyn M. Dymally (1926–2012), Politiker

### E
- Vince Edwards (1928–1996), Schauspieler
- Richard Egan (1921–1987), Schauspieler

### F
- John Fante (1909–1983), Schriftsteller
- John Farrow (1904–1963), Regisseur
- Emily Fitzroy (1860–1954), Schauspielerin
- Joe Flynn (1924–1974), Schauspieler
- George J. Folsey (1898–1988), Kameramann
- Francis Ford (1881–1953), Schauspieler, Drehbuchautor und Regisseur
- John Ford (1894–1973), Regisseur
- Wallace Ford (1898–1966), Schauspieler
- Victoria Forde (1896–1964), Schauspielerin
- Norman Foster (1903–1976), Regisseur
- Gene Fowler (1890–1960), Drehbuchautor
- Mary Frann (1943–1998), Schauspielerin
- Thelma Furness, Viscountess Furness (1904–1970), High Society-Lady und Schauspielerin

### G
- William Garity (1899–1971), Erfinder
- Pauline Garon (1901–1965), Schauspielerin
- Margaret Gibson (1894–1964), Schauspielerin
- James Gleason (1882–1959), Schauspieler
- Dedrick Gobert (1971–1994), Schauspieler
- Pedro Gonzalez-Gonzalez (1925–2006), Schauspieler
- Bonita Granville (1923–1988), Schauspielerin
- Gilda Gray (1901–1959), Schauspielerin und Tänzerin
- Lorne Greene (1915–1987), Schauspieler
- Robert Greig (1879–1958), Schauspieler

### H
- Jack Haley (1898–1979), Schauspieler
- Jack Haley, Jr. (1933–2001), Regisseur, Produzent und Autor
- Juanita Hansen (1895–1961), Schauspielerin
- Henry Hathaway (1898–1985), Filmproduzent und Regisseur
- June Haver (1926–2005), Schauspielerin
- Allison Hayes (1930–1977), Schauspielerin
- Rita Hayworth (1918–1987), Schauspielerin
- Chick Hearn (1916–2002), Sportreporter
- Fay Helm (1909–2003), Schauspielerin
- Emmaline Henry (1928–1979), Schauspielerin
- Hugh Herbert (1884–1952), Komiker und Schauspieler
- Conrad Hilton Jr. (1926–1969), Geschäftsmann
- Taylor Holmes (1878–1959), Schauspieler

### I
- Amparo Iturbi (1899–1969), Komponist, Pianist
- José Iturbi (1895–1980), Komponist, Pianist

### J
- Rita Johnson (1913–1965), Schauspielerin
- Spike Jones (1911–1965), Musiker
- Jim Jordan (1896–1988), Schauspieler
- Marian Jordan (1898–1961), Schauspielerin

### K
- Herbert Kalmus (1881–1963), Wissenschaftler und Geschäftsmann
- Robert Keith (1898–1966), Schauspieler und Theaterautor
- Paul Kelly (1899–1956), Schauspieler
- Charles Kemper (1900–1950), Schauspieler
- Edgar Kennedy (1890–1948), Schauspieler
- J. M. Kerrigan (1884–1964), Schauspieler
- Norman Kerry (1894–1956), Schauspieler
- Cammie King (1934–2010), Schauspielerin
- Henry King (1886–1982), Filmregisseur, Produzent und Schauspieler
- James Kirkwood (1875–1963), Schauspieler, Regisseur
- Helen Kleeb (1907–2003), Schauspielerin

### L
- Mario Lanza (1921–1959), Operntenor
- Jack La Rue (1902–1984), Schauspieler
- Dixie Lee (1911–1952), Schauspielerin, Tänzerin und Sängerin
- Margaret Lindsay (1910–1981), Schauspielerin
- Harold Lipstein (1898–1974), Kameramann
- Gene Lockhart (1891–1957), Schauspieler
- Kathleen Lockhart (1894–1978), Schauspielerin
- Frank Lovejoy (1912–1962), Schauspieler
- Bela Lugosi (1882–1956), Schauspieler
- William Lundigan (1914–1975), Schauspieler

### M
- Donald MacBride (1889–1957), Schauspieler
- Ranald MacDougall (1915–1973), Drehbuchautor, Filmregisseur und Produzent
- Fred MacMurray (1908–1991), Schauspieler
- Effa Manley (1897–1981), Sportfunktionärin
- Eddie Mannix (1891–1963), Filmproduzent
- George E. Marshall (1891–1975), Regisseur
- Marion Martin (1908–1985), Schauspielerin
- Al Martino (1927–2009), Sänger
- Rudolph Maté (1898–1964), Kameramann und Filmregisseur
- May McAvoy (1899–1984), Schauspielerin
- Leo McCarey (1898–1969), Regisseur
- Christine McIntyre (1911–1984), Schauspielerin
- Stephen McNally (1911–1994), Schauspieler
- Audrey Meadows (1922–1996), Schauspielerin
- Ann Miller (1923–2004), Schauspielerin, Tänzerin
- Millard Mitchell (1903–1953), Schauspieler
- James V. Monaco (1885–1945), Komponist
- Ricardo Montalbán (1920–2009), Schauspieler
- Carlotta Monti (1907–1993), Schauspielerin
- Gloria Morgan-Vanderbilt (1904–1965), High Society-Lady
- James C. Morton (1884–1942), Schauspieler
- Alan Mowbray (1896–1969), Schauspieler
- Richard Murphy (1912–1993), Drehbuchautor und Filmregisseur
- Jim Murray (1919–1998), Sportjournalist

### N
- Anne Nagel (1915–1966), Schauspielerin
- Reggie Nalder (1907–1991), Schauspieler
- Grete Natzler (1906–1999), Schauspielerin und Operettensängerin
- Evelyn Nesbit (1884–1967), Schauspielerin
- Fred C. Newmeyer (1888–1967), Regisseur
- Peter F. Newell (1915–2008), Basketballtrainer

### O
- Edmond O’Brien (1915–1985), Schauspieler
- Pat O’Brien (1899–1983), Schauspieler
- Helen O’Connell (1920–1993), Sängerin, Schauspielerin
- Barney Oldfield (1878–1946), Rennfahrer
- Walter O’Malley (1903–1979), Anwalt und Besitzer der Los Angeles Dodgers
- Kid Ory (1886–1973), Musiker

### P
- Anita Page (1910–2008), Schauspielerin
- Robert Paige (1911–1987), Schauspieler
- George Pal (1908–1980), Produzent
- Hermes Pan (1909–1990), Choreograf, Tänzer
- Louella Parsons (1881–1972), Filmkolumnistin
- Pat Paterson (1910–1978), Schauspielerin
- Chris Penn (1965–2006), Schauspieler
- Leo Penn (1921–1998), Schauspieler, Regisseur
- Jean Peters (1926–2000), Schauspielerin
- ZaSu Pitts (1894–1963), Schauspielerin

### R
- Rosa Raisa (1893–1963), Opernsängerin
- Alfredo Ramos Martínez (1871–1946), Kunstmaler
- Alejandro Rey (1930–1987), Schauspieler
- Kane Richmond (1906–1973), Schauspieler
- Hayden Rorke (1910–1987), Schauspieler
- Rosalind Russell (1907–1976), Schauspielerin
- Ann Rutherford (1917–2012), Schauspielerin

### S
- Nazli Sabri (1894–1978), frühere Königin von Ägypten
- Gia Scala (1934–1972), Schauspielerin
- Fred F. Sears (1913–1957), Schauspieler und Regisseur
- Dorothy Sebastian (1903–1957), Schauspielerin
- Edward Sedgwick (1892–1953), Schauspieler, Regisseur und Produzent
- Eileen Sedgwick (1898–1991), Schauspielerin
- Miriam Seegar (1907–2011), Schauspielerin
- John F. Seitz (1892–1979), Kameramann
- Mack Sennett (1880–1960), Produzent, Regisseur
- Frank Shannon (1874–1959), Schauspieler
- Miriam Snitzer (1922–1966), Schauspielerin
- Jo Stafford (1917–2008), Sängerin
- Harry Stradling Sr. (1901–1970), Kameramann

### T
- Sharon Tate (1943–1969), Schauspielerin
- Ray Teal (1902–1976), Schauspieler
- George Trafton (1896–1971), American-Football-Spieler

### V
- Joseph A. Valentine (1900–1949), Kameramann
- Joe Viterelli (1937–2004), Schauspieler

### W
- Robert Warwick (1878–1964), Schauspieler
- Bryant Washburn (1889–1963), Schauspieler
- Ned Washington (1901–1976), Liedtexter
- Bernie Wayne (1919–1993), Liedtexter
- Lawrence Welk (1903–1992), Big-Band-Leader
- Paul Weston (1912–1996), Komponist
- Arleen Whelan (1916–1993), Schauspielerin
- Tim Whelan (1893–1957), Filmregisseur, Drehbuchautor und Produzent
- William Wilkerson (1890–1962), Gründer der Filmzeitschrift The Hollywood Reporter und des Hotels Flamingo Las Vegas

### Y
- Georgiana Young (1923–2007), Schauspielerin
- Loretta Young (1913–2000), Schauspielerin
- Polly Ann Young (1908–1997), Schauspielerin